# Arthur Adell
Arthur Gotthard Adell, född 25 mars 1894 i Örtomta, död 24 november 1962 i Uppsala, gravsatt i Söderköping, var en svensk präst, liturgivetenskapsman och teolog.

## Biografi
Adell, vars far var folkskollärare, blev teologie kandidat vid Uppsala universitet 1919, vice komminister i Hägerstads församling och Oppeby församling 1920, adjunkt i Motala församling 1922, komminister i Vreta klosters församling och Stjärnorps församling 1923, samt vicekomminister i Storkyrkan i Stockholm. Från mitten av 1920-talet blev han tillsammans med kyrkoherden Knut Peters banbrytare för den svenska tidegärdsförnyelsen och de utgav tillsammans  Evangelisk tidegärd (1924), Veckans tideböner (1934),  Svensk tidegärd (1939)  och Den svenska tidegärden (1944f). Musiken härtill utgav de i Svenskt antifonale 1938. De arbetade ivrigt för att återinföra tidegärden i Svenska kyrkan. År 1936 utgav han en vetenskaplig edition av Nya testamentet på svenska 1526. Tillsammans med Mogens Wöldiike gav han ut J.S. Bachs Andliga sånger och arior 1949.
Slutligen blev han kyrkoherde i S:t Laurentii församling i Söderköping 1938 där han verkade fram till sin pensionering 1959. 
År 1952 blev han teologie hedersdoktor i Uppsala. Han var även från 1941 ordförande i Laurentius Petri-sällskapet. Sin forskning hade Adell främst ägnat åt den svenska reformationstiden. Resultaten publicerades bland annat i Tidskrift för kyrkomusik och Svenskt gudstjänstliv, som Adell grundade och sedan redigerade fram till sin död. Den är numera en årsbok. Bland hans övriga skrifter märks Tidebönernas musik, som utgavs i Det svenska antifonalet (1–2, 1944 och 1959). Till prästmötet i Linköping 1954 utgav han den liturgihistoriska avhandlingen I Guds rika hus. Postumt utgavs Adells lärobok Gregorianik (1963). 
Till minne av Adells gärning som kyrkoherde och som förnyare av tidegärdstraditionen i Svenska kyrkan, sattes en glasmålning av Bengt Olof Kälde, kallad "Tidegärden", in i ett fönster S:t Laurentii kyrka i Söderköping 1988, på initiativ av dåvarande kyrkoherde Per Kjellgren. 
Adell var ingift i ätten Ribbing.